# Ángel Carreño
Ángel Rodrigo Carreño Ballesteros (* 29. Oktober 1980 in Santiago de Chile) ist ein ehemaliger chilenischer Fußballspieler auf der Position des Mittelfeldspielers.

## Karriere
Ángel Carreño begann seine Karriere beim CD Palestino und debütierte im September 1999 im Spiel gegen den CD Cobreloa. 2003 wurde der Mittelfeldspieler an Deportes Puerto Montt verliehen. Zurück bei Palestino erzielte Carreño in 19 Spiele zwei Tore und wurde von Rekordmeister CSD Colo-Colo verpflichtet. 2005 ging er nach Schweden zu Örebro SK, kam allerdings schon 2006 zu Palestino zurück. Danach spielte der Mittelfeldspieler noch vier Jahre bei Deportes La Serena, in denen er an Ñublense und CD Universidad Católica ausgeliehen wurde, und weitere vier Jahre bei Unión La Calera. Zum Abschluss seiner Karriere zog Carreño erneut das Trikot von La Serena über und beendete diese 2015.
Für die Copa Chile 2023 lief der frühere Mittelfeldspieler noch einmal im Alter von 42 Jahren mit anderen ehemaligen Profispielern für Unión Bellavista auf.

## Sonstiges
Sein Sohn Luckas Carreño ist ebenfalls Profifußballspieler.